# Raul Meireles
Raul José Trindade Meireles (* 17. März 1983 in Porto), genannt Raul Meireles, ist ein ehemaliger portugiesischer Fußballspieler, der bis 2016 bei Fenerbahçe Istanbul unter Vertrag stand.

## Karriere

### Im Verein
Im August 2010 wechselte Meireles für eine Ablösesumme von 14 Millionen Euro vom FC Porto zum FC Liverpool und erhielt dort einen Vierjahresvertrag. Zuvor hatte er bei Boavista Porto und Desportivo Aves gespielt. Nach einer starken ersten Spielzeit in Liverpool wurde er zum PFA Fans’ Player of the Year gewählt.
Am 31. August 2011 wechselte Meireles für etwa 13,5 Millionen Euro zum FC Chelsea. Auch bei Chelsea bot Meireles starke Leistungen und erzielte in 48 Spielen für die Blues sechs Treffer. Mit Chelsea gewann Meireles auch die UEFA Champions League, im Finale konnte er aufgrund einer Gelbsperre allerdings nicht auflaufen.
Meireles wechselte vor Sommer-Transferschluss in die Türkei zu Fenerbahçe Istanbul, wo er einen Vierjahresvertrag unterschrieb. Dieser Transfer kostete den Verein rund zehn Millionen Euro Ablöse. Im Dezember 2012 wurde Meireles zunächst für elf Spiele gesperrt, da ihm vorgeworfen wurde, den Schiedsrichter im Stadtderby gegen Galatasaray Istanbul angespuckt zu haben, nachdem ihn dieser vom Platz gestellt hatte. Später wurde die Sperre auf vier Spiele reduziert, da sich herausgestellt hatte, dass Meireles den Schiedsrichter zwar nicht angespuckt, jedoch beleidigt hatte.
Nachdem er nach seinem Vertragsende bei Fenerbahçe keine weitere Vertragsverlängerung erhalten hatte, verhandelte Meireles mit einigen Vereinen. Da er sich aber innerhalb der Sommertransferperiode mit keinem der Interessenten einigen konnte, beendete er schließlich im Jahr 2016 seine Karriere.

### In der Nationalmannschaft
Im Jahr 2008 wurde er in den Kader der Portugiesen bei der Europameisterschaft berufen. In deren Debüt gegen die Türkei erzielte er mit seinem ersten Länderspieltor das entscheidende 2:0. Bei der Fußball-Weltmeisterschaft 2010 in Südafrika wurde Meireles in allen vier Spielen Portugals eingesetzt. Beim 7:0-Erfolg gegen Nordkorea im zweiten Gruppenspiel erzielte er den Führungstreffer. Auch bei der Europameisterschaft in Polen und der Ukraine lief er für Portugal in allen fünf Spielen auf.

## Titel und Erfolge

### Nationalmannschaft
- U16-Europameister: 2000
- U21-Europameisterschaft: 3. Platz 2004

### Verein
FC Porto
- Portugiesischer Meister: 2006, 2007, 2008, 2009
- Portugiesischer Pokalsieger: 2006, 2009, 2010
- Portugiesischer Supercupsieger: 2006, 2009, 2010

FC Chelsea
- Englischer Pokalsieger: 2012
- UEFA-Champions-League-Sieger: 2012

Fenerbahçe Istanbul
- Türkischer Pokalsieger: 2013
- Türkischer Meister: 2014
- Türkischer Supercupsieger: 2014
- UEFA Europa League: Halbfinale 2013